# Фута-Торо (імамат)
Фута Торо (1776—1861) — теократична держава на Заході Африки, що утворилася внаслідок занепаду імперії Футо Торо. Намагалася підкорити сусідні держави, проте не досягла значного успіху. Напочатку XIX ст. починається поступовий занепад, що зрештою призвів до поділу держави 1861 року між Францією та новоутвореною Імперією тукулерів.

## Історія
На початку XVIII ст. імперія Фута Торо опинилася у кризі: почалася боротьба за владу всередині, поступово відпадають залежні держави, почався розпад самої імперії. 1769 року Сулейман Баал, очільник групи тоорбе (стану духовенства), що набув значної ваги, повстав проти сатігі (імператора) Суле Буубу. Боротьба мала запеклий характер й завершилася лише 1776 року поваленням сатігі Бубакара.
Сулейман Баал оголосив про утворення імамату Фута-Торо. Проте через стан здоров'я, передав владу учню Абдул-Кадіру Кане. Останній розпочав активну загарбницьку політику, до середині 1780-х років підкоривши емірати Трарза і Бракна на північному заході, які визнали зверхність імамату. Але 1794 року зазнав нищівної поразки від коаліції держав Кайор і Ваало.
Після смерті Абдул Карима Кане у 1810-х роках починається ослаблення Фута-Торо. Також це збіглося з відновленням французької активності в басейні річки Сенегал. Відбувається посилення місцевих вождів, поглиблюється боротьба за владу між кланами торобе (духівництва). Виборний характер очільника держави призвів зрештою до утворення коаліцій місцевої знаті і торобе, що висували кожен свого претендента. Часто вибори переростали у тривалу війну за трон. Альмамі панували переважно від декількох місяців до максимум 3 років. Найбільше обіймав трон Юсуф Сіре Лі — 13 разів, також багато разів отримували титул альмамі Біран Ібраа Ваан, Мамаду Біран Ваан.
Разом з тим зовнішня активність імамату не припинялася до початку 1840-х років. Основними напрямами були походи проти емірату Трарза, втручання у справи емірату Бракна, держав Ваало, Волоф і Кайор.
У середині XIX ст. фактично розпався на 3 частини: в центральній зберігав владу альмамі, що спирався на 18 вождів; на заході імамату (область Торо) фактично незалежним став місцевий вождь, що прийняв титул лам-торо; на сході (в Фута-Дамга) перебував самостійний володар з титулом лам-дамга.
У цей час почалося утворення Імперії тукулерів, яка після перемог над державами Бамбара в Каарті і Сегу на сході, звернула увагу на ослаблений імамат Фута-Торо. Спочатку вдалося підкорити Фута-Дамгу. Втім війська тукулерів стикнулися з французькими загонами, що на той час підкорили державу Ваало. 1860 року після успішних кампаній Франція затвердила владу в імаматі. Втім лише 1861 року його ліквідувала.
Проте до 1890 року існували невеличкі утворення на чолі з Абдул Бакаром Кане, імамом Боссеї, і Самбою Умахані, лам-торо в області Торо. також французи регулярно змінювали номінальних альмамі.

## Устрій
На чолі стояв альмамі (імам), що мав вищу політичну, духовну, судову владу. Водночас він спирався на велику раду, що складалася з торобе і вождів племен (джаггорде). Альмамі обирався серед членів родів Лі з Джааби (Ндіаби) і Ваан з Мбумби. Згодом вага торобе і джаггорде значно посилилася, а влада альмамі дедалі більше обмежувалася великою радою, зрештою ставши церемоніальною.

### Альмамі
- Абдул-Кадір Кане (1776—1806)
- Мухтар (1806—1807)
- Хамад Ламін Баал (1807—1808)
- Юсуф Сіре Лі (1808—1810), вперше
- Букар Ламін Баал (1810—1812)
- Юсуф Сіре Лі (1813—1814), вдруге
- Алі Ібраа Ваан (1815—1816)
- Юсуф Сіре Лі (1816), втретє
- Сіре Амаду Лі (1816—1817), вперше
- Юсуф Сіре Лі (1817), вчетверте
- Біран Ібраа Ваан, (1817), вперше
- Тафсір Мамаду (1817)
- Юсуф Сіре Лі (1817—1819), вп'яте
- Біран Ібраа Ваан (1819—1821), вдруге
- Юсуф Сіре Лі (1821—1822). вшосте
- Букар Модібо Кан (1822—1823)
- Юсуф Сіре Лі (1823—1825), всьоме
- Сір Хасан Ламін Туре (1825—1826)
- Юсуф Сіре Лі (1826), восьмий раз
- Аль-Факіх Ібраа Джаатара (1826—1827)
- Юсуф Сіре Лі (1827), удев'яте
- Мамаду Ваан (1827—1829)
- Юсуф Сіре Лі (1829—1831), вдесяте
- Біран Ібраа Ваан (1831—1832), втретє
- Мамуду Сіре Джа (1832)
- Амаду Бааба Лі (1832—1833), вперше
- Сіре Амаду Лі (1833), вдруге
- Юсуф Сіре Лі (1833), водинадцяте
- Біран Ібраа Ваан (1833), вчетверте
- Юсуф Сіре Лі (1833—1834), вдванадцяте
- Біран Ібраа Ваан (1834—1835), вп'яте
- Юсуф Сіре Лі (1835), втринадцяте
- Біран Ібраа Ваан (1835—1836), вшосте
- Баабалі Лі (1836—1837), вперше
- Амаду Бааба Лі (1837—1838), вдруге
- Баабалі Лі (1838—1841), вдруге
- Мамаду Біран Ваан (1841—1843), вперше
- Мамаду Мамуду Джа (1843)
- Мамаду Біран Ваан (1843—1844), вдруге
- Баабалі Лі (1844—1847), втретє
- Мамаду Біран Ваан (1847—1848), втретє
- Сібавейхі Лі (1848), вперше
- Мамаду Біран Ваан (1849—1850), вчетверте
- Алфа Сайр Ваан (1850—1851)
- Сібавейхі Лі (1851), вдруге
- Мамаду Біран Ваан (1851—1852), вп'яте
- Амаду Хамат Сі (1852—1853), вперше
- Раасін Мамуду Н'як (1853—1854), вперше
- Мамаду Біран Ваан (1854—1856), вшосте
- Раасін Мамуду Н'як (1856), вдруге
- Амаду Хамат Сі (1856), вдруге
- Мамаду Біран Ваан (1856—1861), всьоме

## Економіка
Основу становили землеробство, рибальство і скотарство. Тут культивували пшоно, рис, різні фрукти та овочі.
Також була розвинена посередницька торгівля гуміарабіком, індиго, бавовняними тканинами. Значний прибуток на початку мали загарбницькі походи та сплата данини залежними державами. Значний удар завдало заборона Великою Британією і Францією работоргівлі.

## Релігія
Відбувається масштабна ісламізація населення, переслідування прихильників традиційних вірувань, насамперед анімізму. затверджується як головна конфесія суннізм.